# Corfinium

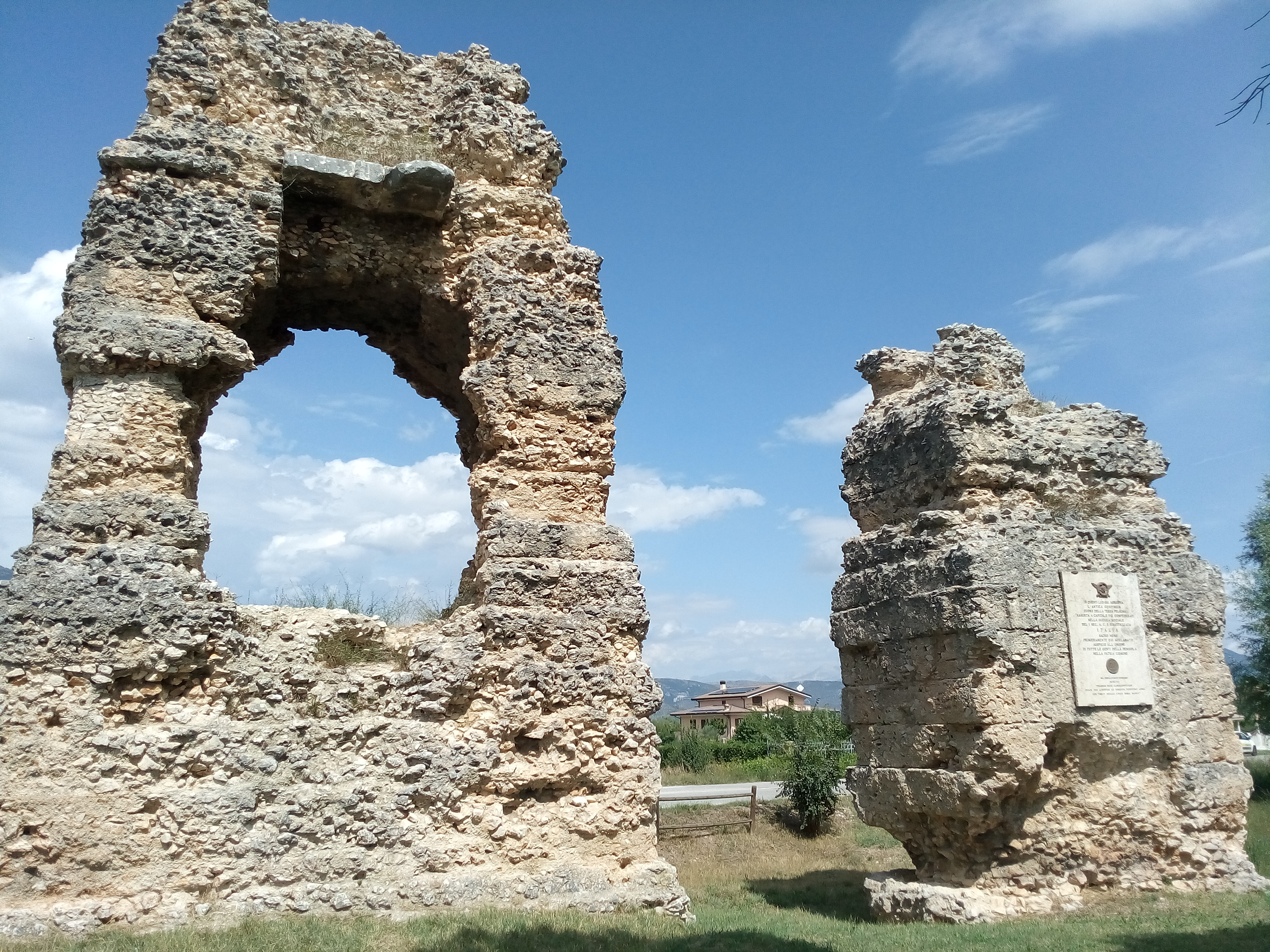
Corfinium

Corfinium fue una antigua ciudad de la Italia central, situada en un estratégico cruce de caminos en los Apeninos. Se trataba de la ciudad más importante del antiguo pueblo  itálico de los pelignos.

## Historia
Durante la guerra Social, en el 90 a. C., se le cambió el nombre por Itálica, con la intención de ser la capital de los socii (aliados) itálicos rebeldes, y erigir en ella un Senado. En el curso de la guerra fue retomada por la República romana, obteniendo, al igual que todas las demás ciudades itálicas tras el final del conflicto, la plena ciudadanía romana a través de la  Lex Plautia Papiria del 89 a. C., y volviéndose, en la época de Augusto, parte integrante de la Regio IV Samnium dentro de la Italia romana.
En el año 49 a. C., durante el inicio de la guerra civil entre César y Pompeyo, fue el lugar donde Lucio Domicio Enobarbo, con treinta cohortes de levas reclutadas entre novatos, intenta enfrentarse a Julio César, siendo destituido por sus propios oficiales y rindiéndose ante las tropas cesarianas.
En el curso de la época imperial se la dotó de dos acueductos que suministraban agua a la ciudad. Uno de ellos excavado en roca con un túnel de más de 5 km de longitud.
En el siglo IV fue una importante ciudad situada en la subdivisión administrativa de la diócesis de Italia Suburbicaria conocida como  Valeria Suburbicaria.
Existió hasta el siglo X, cuando fue posiblemente abandonada; a partir de entonces la ciudad desapareció y sobre sus ruinas se creó posteriormente la ciudad de Valva, que llegó a ser sede episcopal.
Las ruinas de la ciudad de Valva se pueden ver desde la actual ciudad de Corfinio. Las ruinas contienen los cimientos de los edificios y la Basílica de San Pelino, catedral de la ciudad de Valva, que al desaparecer se unió a la diócesis medieval de Sulmona, ciudad situada a unos 10 km al sur de Valva.